# Igiliz
Igiliz (en árabe: إكَيليز, en tachelhit: ⵉⴳⵉⵍⵉⵣ) fue un pueblo medieval que se encontraba situado en la actual comuna rural de Toughmart, en el borde del valle del Sus, en las montañas del Anti-Atlas de Marruecos. Es conocido por ser el lugar de nacimiento de Ibn Túmart, fundador del califato almohade. El pueblo era conocido como lugar de peregrinación por los seguidores de Ibn Túmart durante el dominio almohade. 
A medida que el califato almohade se derrumbaba, la ubicación del pueblo se perdió con el tiempo y se creyó que era ficticia hasta su redescubrimiento en 2006. Los trabajos arqueológicos comenzaron en 2008 y, en 2022, el sitio arqueológico de Igiliz fue declarado monumento histórico nacional. En 2023, el sitio se abrió a visitantes y turistas.

## Etimología
Igiliz es un topónimo en bereber que puede traducirse como «pico de montaña» o «montaña aislada». El nombre completo del pueblo en bereber, Igiliz-n-Warghen (en tachelhit: ⵉⴳⵉⵍⵉⵣ ⵏ ⵡⴰⵔⵖⴰⵏ, en francés: Igiliz-des-Hargha), se refiere a la tribu nativa Arghen dentro de la confederación tribal Masmuda.

## Arquitectura
Igiliz estaba fortificada por dos murallas. Contaba con una casba centrada alrededor de dos patios, y con dos lugares de culto, incluida una gran mezquita. Las cuevas artificiales que había, antiguas canteras, se utilizaban como lugares de retiro espiritual y peregrinación.

## Historia
El pueblo fue construido en el siglo XI por los Arghen, la tribu de Ibn Tumart, como rábida. En el sitio arqueológico se encontraron jarras de cerámica, lámparas, platos, braseros, sartenes, marmitas, cuscuseras, macetas y un horno de pan. Se teoriza que la comunidad de Igiliz celebraba un mercado todos los viernes, en correspondencia con la oración del viernes, para intercambiar bienes y noticias, resolver disputas, negociar matrimonios y mantener el contacto con la confederación más grande de Masmuda. 
En 1120, Ibn Tumart se exilió en una cueva en su ciudad natal de Igiliz por temor al liderazgo almorávide, y un año después se autoproclamó Mahdi en el pueblo. Tras un éxito militar en 1123, Ibn Tumart se trasladó a la aldea de Tinmel, donde murió en 1130.
En 1141, Igiliz sirvió como base militar para los almohades que servían al Anti-Atlas y al valle del Sus. En 1157, cinco años después de la conquista almohade de Marrakech, el califa Abd al-Mumin realizó una peregrinación a la rábida de Igiliz para rendir homenaje a Ibn Túmart y a la tribu Arghen, donde ordenó la conservación de la cueva de Ibn Túmart. Durante la conquista, el santo sufí Abu ul-Abbás as-Sabti se trasladó de Ceuta a Igiliz. Su hijo y sucesor, Abu Yaaqub Yúsuf, hizo la misma peregrinación en 1170. Hacia el siglo XIII, el pueblo contaba con dos ermitas dedicadas a los peregrinos.
A pesar del estatus de Igiliz como lugar de peregrinación, la ubicación del pueblo comenzó a omitirse de la literatura escrita y a olvidarse en favor de Tinmel. Igiliz quedó completamente desierta en el siglo XVIII. El legado de la aldea persistió como un lugar de ascetismo donde los nativos Arghen celebraban un almuerzo ritual cada año en memoria de Ibn Tumart.
La ubicación exacta del pueblo se había perdido con el tiempo y se creía que era ficticia. En 1924, los historiadores franceses Henri Basset y Henri Terrasse asumieron que la aldea estaba en el distrito de Gueliz de Marrakech, pero no ofrecieron ninguna evidencia razonable para sustentar su afirmación. En 2005, el historiador estadounidense Allen Fromherz refutó la afirmación y teorizó que Igiliz se encontraba en el pueblo de Igli, cerca de Taroudant, dentro del valle de Sus, corroborando su afirmación con la tradición oral.
En 2006, los historiadores Jean-Pierre van Staëvel y Abdallah Fili refutaron la teoría de Fromherz, alegando que se trataba de una confusión entre topónimos, ya que Igili se contradecía con las descripciones históricas de Igiliz como un sitio fortificado en el anti-Atlas.  Después de una búsqueda de Igiliz en el territorio histórico de Arghen, la delegación localizó una rábida que se creyó que era Igiliz. En 2008 se iniciaron las búsquedas arqueológicas que confirmaron que el lugar era Igiliz. En 2023, el Consejo Regional de Turismo de Sus-Masa abrió el sitio a los visitantes y turistas.